# 1878 en littérature
| Années de la littérature : 1875 - 1876 - 1877 - 1878 - 1879 - 1880 - 1881    |
| Décennies de la littérature : 1840 - 1850 - 1860 - 1870 - 1880 - 1890 - 1900 |

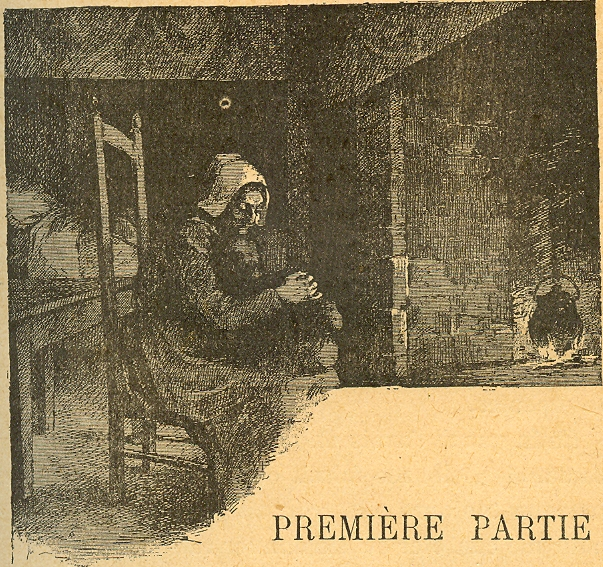
Illustration du roman Sans famille d’Hector Malot paru en 1878.

Cet article présente les faits marquants de l'année 1878 en littérature.

## Évènements
- Les nouvelles lois sur le télégraphe de 1878, votées en mars et avril par le Parlement eurent pour effet la fin du monopole d’État en France sur le télégraphe et l'instauration d'un tarif réduit pour les dépêches transmises.
- L'exposition universelle de 1878 est la troisième exposition universelle de Paris ; elle a lieu du 1er mai au 31 octobre sur le Champ de Mars.
- 17 juin : Publication du Discours d'ouverture du Congrès littéraire international de 1878 par Victor Hugo[1].
- 27 juin, Victor Hugo est victime d'un congestion cérébrale[2].
- 11 octobre : Création du club littéraire des Hydropathes à Paris.
- Les célébrations du centenaire de la mort de Jean-Jacques Rousseau se sont déroulées dans un contexte politique troublé par la lutte des radicaux et des conservateurs avec en arrière-plan les fondements de la jeune troisième république française encore vacillante[3].
- Réforme de l'orthographe française de 1878 correspondant à la publication de la septième édition du Dictionnaire de l’Académie française[4].

## Presse
- Le Messaggero, quotidien italien.

## Parutions

### Biographies, récits et souvenirs
- Robert Louis Stevenson, Voyage en canoë sur les rivières du Nord.
- Ernest Hamel, Souvenirs de l'homme libre. La politique républicaine, E. Dentu

### Essais
- Jules Barbey d’Aurevilly, Les Œuvres et les Hommes, cinquième partie : Les Bas-bleus[5], éd. Société générale de librairie catholique.
- Friedrich Engels, Monsieur E. Dühring bouleverse la science, dont trois chapitres seront extraits pour former un ouvrage sous le titre Socialisme utopique et socialisme scientifique en 1880, un ouvrage fondamental où Engels défend les méthodes et conclusions du matérialisme historique et dialectique, en abordant des sujets aussi  divers que la Chimie, l'Économie ou la tactique militaire[6].
- Sully Prudhomme, La Justice.
- Silvio Romero (critique littéraire et essayiste), Philosophie du Brésil, inspiré par le matérialisme de l’anglais Spencer.
- Heinrich von Kleist, Essai sur l'élaboration progressive des idées pendant le discours (publication posthume d'un ouvrage rédigé vers 1805).
- Frédéric Mistral, Lou Tresor dóu Felibrige, « Dictionnaire Provençal - Français embrassant les divers dialectes de la langue d'oc moderne ».

#### Histoire
- Marie-Nicolas Bouillet et Alexis Chassang (dir.), Dictionnaire universel d’histoire et de géographie.
- Charles Buet, Les Ducs de Savoie, éd. La Grande Fontaine, réédition 2007. Chroniques.

### Poésie
- Georges Eekhoud, Raymonne.
- Adelphe Froger, À genoux, éd. Alphonse Lemerre, 280 pages[7].
- Victor Hugo, Le Pape, publié le 29 avril.

### Publications
- Joseph Autran, Œuvres complètes, tome VII : Lettres et notes de voyage[8], éd. Calmann Lévy.
- Pierre-Simon Laplace, Œuvres complètes. Tome onzième, éd. Gauthier-Villars[9].
- Charles Yriarte, Les Bords de l'Adriatique et le Monténégro.

### Romans

#### Auteurs francophones
- Gustave Aimard, L'Aigle noir des Dacotahs.
- Albert Blanquet, Les Bâtards de Borgia, éd. Les Romans illustrés, Paris, coll. Grand Roman Historique.
- Alphonse de Launay, La Maison Vidalin
- Louis Ulbach, Le Comte Orphée.
- Émile Zola, Une page d'amour.

#### Auteurs traduits
- Thomas Hardy (anglais), Le Retour au pays natal.
- Washington Irving (américain), Le Capitaine Mayne-Reid. La Baie d'Hudson. Le Val-Dormant, traduit par Raoul Bourdier, éd. Romans populaires illustrés, Paris, 80 pages.
- Henry James (américain), Le Regard aux aguets (Watch and Ward). Premier roman de l'auteur, initialement publié en feuilleton dans The Atlantic Monthly en 1871. Les Européens (The Europeans: A sketch).
- Mendele-Mokher-Sefarim (écrivain russe de langue hébraïque et yiddish), Les Voyages de Benjamin III.
- Fiodor Dostoïevski, Le Triton nouvelle publié le 10 octobre.

#### Livres pour la jeunesse
- Hector Malot, Sans famille, éd. Eugène Dentu, Paris.
- Jules Verne, Un capitaine de quinze ans.

#### Nouvelles
- Georges Eekhoud, La Danse macabre  du pont de Lucerne, conte fantastique publié dans la Revue artistique.
- Guy de Maupassant publie deux nouvelles dans la revue La Mosaïque : Le Mariage du lieutenant Laré (25 mai) et Coco, coco, coco frais ! (14 septembre).
- Henry James, Daisy Miller (Daisy Miller: a study) nouvelle publiée en feuilleton dans le Cornhill Magazine à partir de juin. C'est le premier grand succès de l'auteur.
- Robert Louis Stevenson, La Porte du Sire de Malétroit (The Sire of Malétroit's Door).

#### Policiers et thrillers
- William Wilkie Collins (anglais), L'Hôtel hanté (The haunted hôtel).

### Théâtre
1878 au théâtre

## Naissances
- 10 mars : Karel van de Woestijne, écrivain et poète symboliste belge († 24 août 1929).
- 24 septembre : Charles-Ferdinand Ramuz, écrivain et poète suisse († 23 mai 1947).
- 10 novembre : Patricia Wentworth, auteur britannique de romans policiers († 28 janvier 1961).

## Décès
- 5 janvier : Augustin Grosselin, initiateur de l’enseignement des sourds-muets et essayiste français, né en 1800.
- 7 janvier : Charles Grandgagnage, linguiste et essayiste belge, né en 1812.
- 15 janvier : Carlo Blasis, danseur, chorégraphe, théoricien de la danse et essayiste italien, né en 1797.
- 17 janvier :  Sir Edward Shepherd Creasy, historien et essayiste britannique, né en 1812.
- 18 janvier : Frans de Cort, poète belge flamand, né en 1834.
- 19 janvier : Ede Szigligeti, dramaturge hongrois, né en 1814.
- 22 janvier :
  - comte Anatole de Montesquiou-Fezenzac, militaire, homme politique, poète et traducteur français, né en 1788.
  - Patricio de la Escosura Morrogh, homme politique, journaliste, dramaturge et critique littéraire espagnol, né en 1807.
- 26 janvier : Ernst Heinrich Weber, médecin et essayiste allemand, né en 1795.
- 3 février : Prosper Levot, bibliothécaire, historien et essayiste français, né en 1801.
- 8 février : Elias Magnus Fries, botaniste mycologue et essayiste suédois, né en 1794.
- 10 février : Claude Bernard, médecin, physiologiste et essayiste français, né en 1813.
- 11 février : Auguste Poulet-Malassis, éditeur et bibliographe français, né en 1825.
- 24 février : 
  - Louis de La Saussaye, historien, numismate et essayiste français, né en 1801.
  - Eugène Yvert, journaliste et éditeur français, né vers 1794.
- 26 février : Juan María Gutiérrez, écrivain et homme politique argentin, né en 1809.
- 8 mars : Wilhelm-Sigismund Teuffel, philologue allemand né en 1820.
- 9 mars :
  - Mirza Fatali Akhundov, écrivain azerbaïdjanais, né en 1812.
  - Alfred Donné, médecin bactériologiste et essayiste français, né en 1801.
- 19 mars : comte Władysław Tarnowski, musicien, pianiste et poète polonais, né en 1836.
- 20 mars : Caroline Gravière, écrivaine belge, né en 1821.
- 2 avril : Louis de Loménie, homme de lettres français, né en 1815.
- 3 avril : Louis-Philippe Turcotte, historien canadien, né en 1842.
- 4 avril : Vassili Sleptsov, écrivain russe, né en 1836.
- 8 avril : Eugène Belgrand, ingénieur et essayiste français, né en 1810.
- 18 avril : Sigismond Ropartz, avocat, homme de lettres, historien et musicien français, né en 1824.
- 19 avril : marquis Charles d'Audiffret, homme politique, administrateur, économiste et essayiste français, né en 1787.
- 21 avril : Temistocle Solera, poète et librettiste italien, né en 1815.
- 25 avril :
  - Anna Sewell, écrivaine britannique, née en 1820.
  - Faustino Malaguti, chimiste et essayiste français d'origine italienne, né en 1802.
- 4 mai : Jean-Chrétien-Ferdinand Hœfer, médecin, lexicographe et essayiste français d’origine allemande, né en 1811.
- 30 mai : Frédéric Arnaud, avocat, homme politique et essayiste français, né en 1819.
- 9 juin : comte Barthélemy Charles Joseph Du Mortier, botaniste, naturaliste, essayiste et homme politique belge, né en 1797.
- 12 juin : William Cullen Bryant, poète romantique et journaliste américain, né en 1794.
- 13 juin : Carl Stål, entomologiste et essayiste suédois, né en 1833.
- 27 juin : Sarah Helen Whitman, poétesse et essayiste américaine, né en 1803.
- 29 juin : vicomte Francisco Adolfo de Varnhagen, diplomate, historien et essayiste brésilien, né en 1816.
- 3 juillet : général Isidore Didion, militaire, mathématicien et essayiste français, né en 1798.
- 4 juillet : Jules Barni, philosophe, essayiste et un homme politique français, né en 1818.
- 10 juillet : Arthur Forgeais, archéologue, sigillographe, numismate et essayiste français, né en 1822.
- 14 juillet : Maurice Joly, avocat, journaliste et essayiste français, né en 1829.
- 17 juillet : Aleardo Aleardi, poète romantique italien, né en 1812.
- 25 juillet : Milica Stojadinović-Srpkinja, poétesse serbe, née en 1830.
- 31 juillet : Marie Pape-Carpantier, pédagogue, essayiste et féministe française, née en 1815.
- 1er août : Hermann Lebert, médecin, naturaliste et essayiste allemand, né en 1813.
- 4 août : baron William Mac Guckin de Slane, orientaliste, traducteur arabe-français et essayiste français d'origine irlandaise, né en 1801.
- 8 août : John Dunmore Lang pasteur presbytérien, écrivain et homme politique australien, né en 1799.
- 13 août : Joseph Naudet, historien et essayiste français, né en 1786.
- 17 août : Augustin-Charles Renouard, juriste, moraliste, homme politique et essayiste français, né en 1794.
- 24 août : Wilhelm Bernhardi, écrivain allemand, né en 1800.
- 2 septembre : Joseph Héliodore Garcin de Tassy, orientaliste et indianiste français, né en 1794.
- 27 septembre : Paul Raymond, archiviste, historien et essayiste français, né en 1833.
- 29 septembre : Jules Denisot, journaliste et homme de lettres français, né en ?.
- 9 octobre : Eugène Vermersch, pamphlétaire et polémiste socialiste français, né en 1845.
- 11 octobre : évêque Félix Dupanloup, théologien, enseignant, journaliste, prélat, essayiste et homme politique français, né en 1802.
- 13 octobre : Gabriel Delafosse, minéralogiste, universitaire et essayiste français, né en 1796.
- 19 octobre : Agostino Perini, naturaliste et essayiste italien, né en 1802.
- 21 octobre : Hippolyte Babou, écrivain et critique littéraire français, né en 1823.
- 27 octobre : vicomte Jules de Gères-Vacquey, écrivain et poète français, né en 1817.
- 5 novembre : Ausone de Chancel, administrateur colonial et écrivain français, né en 1808.
- 8 novembre : Hermann Goedsche, auteur allemand, né en 1815.
- 16 novembre :
  - Đura Jakšić, écrivain, poète et peintre serbe, né en 1832.
  - Hippolyte Lucas, homme de lettres français, né en 1807.
- 22 novembre :
  - Ludwik Mierosławski, révolutionnaire et essayiste polonaire, né en 1814
  - prince Piotr Viazemski, poète, traducteur et critique littéraire russe, né en 1792.
- 28 novembre :
  - George Henry Lewes philosophe et critique littéraire britannique, né en 1817.
  - Marco Aurelio Zani de Ferranti, musicien, compositeur et essayiste italien, né en 1801.
- 29 novembre : Albert Albrier, écrivain et historien français, né en 1845.
- 30 novembre :
  - évêque Adrien Languillat, jésuite, et auteur français, né en 1808.
  - Alexis Pierron, helléniste et traducteur français, né en 1814.
- 6 décembre, Jean-Baptiste Meilleur, médecin, homme politique, journaliste et professeur et essayiste canadien, né en 1796.
- 10 décembre : Charles Brook Dupont-White, avocat, économiste et essayiste français, né en 1807.
- 15 décembre :
  - Auguste Lefranc, auteur dramatique français, né en 1814.
  - Nikolaï Khanykov, orientaliste et essayiste russe, né en 1822.
- 16 décembre : Karl Gutzkow, écrivain, dramaturge et journaliste allemand, né en 1811.
- 17 décembre : Maurice Champion, historien et essayiste français, né en 1824.
- 19 décembre : Hippolyte Nazet, homme de lettres et journaliste français, né en 1839.
- 27 décembre : Nikolaï Nekrassov, poète, écrivain, critique et éditeur russe, né 1821.
- 30 décembre : Thomas Scott, éditeur et écrivain libre-penseur britannique, né en 1808.
- 31 décembre : Giulietta Pezzi, femme de lettres et journaliste italienne, née en 1812.